# Samuel Maharero
 (avril 2023).
Si vous disposez d'ouvrages ou d'articles de référence ou si vous connaissez des sites web de qualité traitant du thème abordé ici, merci de compléter l'article en donnant les références utiles à sa vérifiabilité et en les liant à la section « Notes et références ».
Samuel Maharero (1856 - 1923) était le chef du peuple héréro dans le Sud-Ouest africain (aujourd'hui la Namibie). 

## Biographie
Samuel Maharero était le fils de Kamaharero, un important chef héréro qui avait lutté contre les Oorlams et les Namas de Hendrik Witbooi et signé un pacte de protection avec le commissaire du Reich, Heinrich Göring.
Samuel Maharero fut éduqué à l'école de la mission luthérienne. Quand son père meurt en 1890, il obtint la chefferie de la région d'Okahandja. Il maintint de bonnes relations avec les autorités coloniales allemandes avec qui il rétablit le traité de protection dénoncé quelque temps plus tôt par son père. Samuel Maharero entreprit alors une politique de collaboration renforcée avec les troupes coloniales commandées par le gouverneur Theodor Leutwein, cédant une partie de ses terres en échange de produits européens.

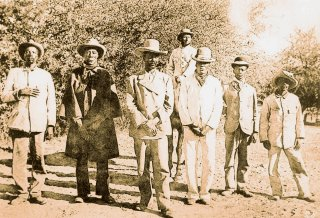
Samuel Maharero (3e à partir de la gauche)

À la fin des années 1890, l'expansionnisme des fermiers allemands, l'utilisation forcée des héreros pour construire le chemin de fer, la peste bovine et l'affranchissement de leurs serfs Damaras finissent par déteindre sur la qualité des relations entre les Héréros et les autorités coloniales. 
Le 12 janvier 1904, les tribus Héréros conduites par Samuel Maharero se révoltent contre les colons et l'administration allemande.  Disposant de 6 000 fusils, ils sabotent les voies de chemin de fer et incendient les fermes.  Près de 60 fermiers allemands et leurs familles respectives sont tués dans un premier temps, provoquant l'envoi massif de troupes allemandes dans le Sud-Ouest Africain, puis encore 123 civils allemands.  Ainsi, en réaction, le gouvernement allemand envoie alors le général Lothar von Trotha et 15 000 soldats pour briser le soulèvement.
Le 11 août 1904, la bataille de Waterberg sonna le glas de la résistance hérero.  Après avoir été encerclés de trois côtés, les Héreros n'eurent comme seule solution que de fuir par le désert du Kalahari, où von Trotha fit empoisonner les points d'eau, dresser des postes de garde à intervalles réguliers avec ordre de tirer sans sommation à la vue de chaque héréro, homme, femme ou enfant.
Des milliers d'Héréros moururent de soif au fin fond du désert.
Un ordre d'extermination (Vernichtungsbefehl) fut signé par von Trotha, qui le cible directement. Il précise par ailleurs : « À l'intérieur des frontières allemandes, chaque Héréro, armé ou non armé, sera abattu.  Je n'accepterai pas plus de femmes ou d'enfants. »

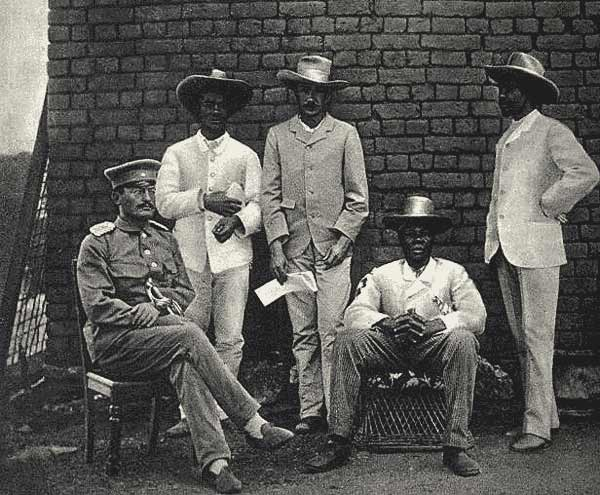
Theodor Leutwein (assis à gauche), Zacharie Zeraua (2e à gauche) et Manassé Tyiseseta (assis, 4e à partir de la gauche), 1895. Samuel Maharero à droite.

Les survivants héréros furent parqués dans des camps de concentration ou servaient de main d'œuvre à bon marché.  Beaucoup moururent de malnutrition ou de dysenterie.
La population Héréro, estimée à 80 000 âmes avant le début de la guerre, était réduite à 15 000 individus en 1911.
Maharero parvint à rejoindre le Bechuanaland britannique, où il meurt en 1923.  Son corps est rapatrié le 23 août 1923 à Okahandja, où il est enterré.